# DEVGRU
Оперативна група швидкого реагування військово-морських спеціальних операцій ВМС США (англ. Naval Special Warfare Development Group (NSWDG) або (DEVGRU), Широко відома по своїй попередній назві — 6-та команда (група)бойових плавців або просто Navy SEALs (англ. SEAL Team Six), яку група носила до 1987 року[1][2].— основний ударний морський компонент сил військово-морських спеціальних операцій військово-морських сил США, що перебуває у прямому підпорядкуванні Об'єднаного Командування ССО, й призначений для виконання різнорідних спеціальних операцій, як правило, у морській, річковій та прибережній зонах середовища.
Поруч з наземним спецзагоном «Дельта» та повітряним компонентом — 24-ю ескадрильєю спеціальної тактики — входить до складу Частин спеціальних місій (англ. Special Mission Units (SMU) і відноситься до числа найбільш засекречених підрозділів першого рівня таємності сил спеціальних операцій Збройних сил США (англ. Special Operations Forces Tier System), пріоритетним завданням яких є боротьба з тероризмом та виконання задач спеціальних операцій.
Широко відома по своїй попередній назві — 6-та команда бойових плавців SEAL (англ. SEAL Team Six), яку група носила до 1987 року.

## Історія
6-та команда бойових плавців SEAL була заснована по результатам приголомшливого провалу операції «Орлиний кіготь» з врятування американських заручників у Тегерані під час Іранської кризи. Офіцер військово-морських сил Річард Марчінко був одним з двох представників флоту при Об'єднаному комітеті начальників штабів під час планування операції з визволення американських громадян з посольства США в столиці Ірану, й входив до оперативної групи, яка мала умовну назву команда TAT (англ. Terrorist Action Team). Ще до початку операції, керівництво флоту виступило з пропозицією створення спеціальної контртерористичної команди, яка мала займатися саме такими найскладнішими завданнями. Формувати такий підрозділ призначили Р.Марчінко, він же й став першим командиром 6-ї команди бойових плавців.
Марчінко особисто обрав для свого підрозділу назву — 6-та команда бойових плавців, хоча на той час у штаті флоту існувало тільки 2 подібні спецпідрозділи. За задумом лейтенант-командора, в умовах того часу, коли Холодна війна була у розпалі, таке найменування мало ввести в оману радянську розвідку стосовно реальної чисельності формувань бойових плавців. Особовий склад першого набору відбирався особисто командиром з числа бойових підводних підривників флоту та найкращих бойових плавців з інших підрозділів ВМС США.
Офіційно формування 6-ї команди було оголошене у жовтні 1980, і незабаром ця команда SEAL стала найелітнішим підрозділом, разом з «Дельта-форс», цільовим чином підготовленим для боротьби з тероризмом. Інтенсивність та напруженість підготовки бойових плавців була надзвичайна, й хоча вони на той час мали тільки 75 операторів ССО, Р.Марчінко стверджував, що за рік його команда витрачала на проведення стрільб боєприпасів більше, ніж весь Корпус морської піхоти США. Молодий офіцер був командиром своєї групи з 1980 до 1983 року.
У 1987 році 6-та команда бойових плавців SEAL була розформована, а на її базі сформована Оперативна група швидкого реагування військово-морських спеціальних операцій ВМС США

## Комплектування та підготовка
З початку формування спецпідрозділу, перед його командиром Р.Марчінко була поставлена задача набрати особовий склад до 6-ї команди й привести її в повну готовність для дій за призначенням за 6 місяців. У стані цейтноту лейтенант-командор розпочав процес комплектування своєї групи, керуючись лише офіційними документами кандидатів та особистим спілкуванням з ними. Він не мав такої можливості, якою володіли керівники «Дельти», коли проганяли своїх претендентів на посаду до спецзагону крізь складну систему фізичних, психологічних та інших іспитів й заліків, щоб відсіяти негідних. Пізніше з цього приводу, Р.Марчінко заявляв, що він дуже шкодував з такої обстановки й з того, що не зміг із самого початку заснувати адекватний курс відбору кандидатів. Усі майбутні бойові плавці 6-ї групи прибували на випробування зі Східної та Західної груп підводних підривників SEAL. Лейтенант-командор ставив за першу умову наявність у претендента бойового досвіду, мовні навички, вміння працювати в команді, здібності розчинятися у цивільному середовищі під час проведення спеціальних операцій за кордоном й відмінні навички бойового плавця. Окремо кожному кандидату виставлялися вимоги для кожної спеціальності або фахівців за напрямком діяльності.
Спочатку кожний майбутній морський котик проходив співбесіду з офіцерами, що здійснювали відбір, на якому визначалися загальні перспективи для подальшого проходження тестів й іспитів. Тих, що пройшли цю процедуру зараховували на 6- або 8-місячні курси підготовки операторів. Рівень випробувань настільки складний та жорсткий, що з числа 20 досвідчених бойових плавців або інших оперативників спецоперацій, тільки 12 проходять й продовжують навчання та тренування. Кожний кандидат перебуває під прискіпливим наглядом інструкторів, які спостерігають за психологічним й фізичним станом навчаємого, щоб визначити, наскільки він буде здатним виконувати найскладніші завдання, й по їх висновках приймається рішення про зачислення кандидата до якогось з ескадронів групи. Колишній оперативник DEVGRU Говард Васдін, описував, що з 16 претендентів, що спробували пройти випробувальний курс до складу групи, тільки 2 його вдало завершили. Ті, хто не спромігся пройти курс, повертаються до своїх частин з залишенням права спробувати подолати випробування у майбутньому.
Як й переважна більшість підрозділів спеціальних операцій, курс підготовки бойових плавців групи настільки інтенсивний та ризикований, що протягом усього періоду існування DEVGRU декілька оперативників загинули, у тому числі внаслідок парашутних катастроф та подій при проведенні стрільб у «кіллхаузі». Рівень та акцент іспитів для майбутніх кандидатів значно відрізняється від того досвіду, який кандидат мав раніше у своїй кар'єрі. Основний наголос при перевірці навчаємого робиться на тестуванні його моральних та психологічних здібностей, ніж на його фізичній характеристиці.
Кандидати проходять насичений курс тренінгу крізь різновид іспитів під наглядом військових та цивільних інструкторів й фахівців. Такі випробування включають вільне скелелазіння, майстерність ведення рукопашного бою, різні стилі водіння різнорідних транспортних засобів, дайвінг, проходження спеціального курсу виживання у складних умовах (англ. Survival, Evasion, Resistance and Escape (SERE). Головним показником вважається проходження кандидатом будь-якого тесту або іспиту тільки на вищому рівні, за цим ретельно дивляться інструктори.
По завершенню випробувань, кандидат зараховується до штату одного з тактичних ескадронів DEVGRU.

## Структура Оперативної групи швидкого реагування
DEVGRU поділяється на шість ескадронів, але, на відміну від традиційного поділу підрозділів за нумерацією, кожен із них має свій відповідний кольоровий код та профіль операцій. Командиром ескадрону спецоперацій є комодор.
- Золотий ескадрон — штурмові операції
- Срібний ескадрон — штурмові операції
- Синій ескадрон — штурмові операції
- Червоний ескадрон — штурмові операції
- Чорний ескадрон — розвідка і спостереження
- Сірий ескадрон — бойові плавці

Кожен ескадрон ділиться на три загони (на чолі яких стоїть Лейтенант-командор), і загони у свою чергу поділяється на тактичні команди. Кожен загін в ескадроні має специфічний нік. Наприклад: Золоті Лицарі, Червоні Індіанці, Чорні Пірати тощо.
Командиром Оперативної групи швидкого реагування DEVGRU є капітан.

## Основні завдання та повноваження
При створенні 6-ї команди, вважалося, що це буде виключно контртерористичний спецпідрозділ, сферою відповідальності якого було проведення спеціальних операцій на морі та прибережній зоні: захоплення кораблів, суден, нафтових платформ і морських баз противника, об'єктів берегової інфраструктури, акції на островах, територіях та цілях, які так чи інакше мають вихід до моря або мережу внутрішніх водних артерій. При проведенні певного типу операцій, ескадрони DEVGRU діяли на території інших держав, потай проникаючи туди нелегальним або напівлегальним шляхом, для виконання окремих завдань зі спеціального спостереження та розвідки, а також оцінки рівня забезпеченості безпеки американських військових інсталяцій та посольств за кордоном, для подальшого аналізу та вдосконалення системи їх охорони.
З часом спектр задач розширився, й підрозділи морських котиків вже діяли, як багатофункціональні підрозділи для виконання завдань будь-якого рівня ризику та відповідальності. До таких задач стали відноситься операції з ексфільтрації важливих осіб з регіонів з високим ризиком для безпеки. Прикладом такої спецоперації є врятування заручників, захоплених сомалійськими піратами в січні 2012 року, спроба врятувати шотландську заручницю Лінду Норгров, захоплену бойовиками Талібану у вересні 2010 року в Кунарі, визволення американського доктора Діліпа Джозефа й успішна ексфільтрація гаїтянського президента Ж.-Б. Аристида з його родиною під час перевороту в 1991 році. Найвідомішою операцією, успішно реалізованою силами загону, є операція «Спис Нептуна», під час якої було ліквідовано ватажка терористичної організації «Аль-Каїда» Осаму бен Ладена.